# Nicolaus von Below
Georg Ludwig Heinrich Nicolaus von Below (ur. 20 sierpnia 1907 w Jargelinie; zm. 24 lipca 1983 w Detmold) – niemiecki oficer Luftwaffe w czasach II WŚ, adiutant ds. Luftwaffe Adolfa Hitlera.

## Życiorys
Von Below urodził się w majątku Jargelin k. Ziethen, w okręgu Anklam, prowincji Pomorze, ówczesnych Niemiec. Był synem niemieckiego pułkownika (i jednocześnie chilijskiego podpułkownika) Günthera von Belowa (1868-1933) i jego dalszej kuzynki, Mathilde von Below (1875-1937). Z racji pochodzenia zaliczał się do niemieckiej arystokracji. 26 czerwca 1937 poślubił Marię Kühne, córkę posiadaczy ziemskich: Stephana Kühne i Barbary Bennecke, z którą miał jednego syna i trzy córki.

### Służba wojskowa
Von Below był adiutantem (w stopniu pułkownika) Adolfa Hitlera ds. Luftwaffe od 1937 do 1945 (do opuszczenia bunkra Führera). Tak długa służba w najbliższym otoczeniu Hitlera była wyjątkowa dla oficera o korzeniach arystokratycznych, którzy nie byli darzeni przez Hitlera zbyt wielką sympatią i wobec których był zawsze podejrzliwy.
Sam Hitler darzył jednak von Belowa wyjątkowym zaufaniem, o czym świadczą liczne rozmowy, które z nim przeprowadzał. Podczas jednej z nich, przed końcem 1944 roku, już po świętach, Hitler powiedział do niego: Wiem, że wojna jest przegrana, przewaga wroga jest zbyt wielka. Po zamachu 20 lipca, został odznaczony Czarną Odznaką za Rany.

### Führerbunker
W ostatnich miesiącach III Rzeszy Below z racji pełnionych funkcji był jednym z mieszkańców tzw. Führerbunker, czyli bunkra dla Hitlera i jego świty pod budynkiem Kancelarii Rzeszy. 29 kwietnia 1945 podpisał jako świadek (razem z Martinem Bormannem i Josephem Goebblesem) prywatny testament Adolfa Hitlera. Dzień później, za zgodą i namową Hitlera, opuścił bunkier i zbiegł przed nacierającą Armią Czerwoną do strefy okupacyjnej aliantów zachodnich, przez których został aresztowany 7 stycznia 1946 w Bonn.

### Po wojnie
Po wojnie i zwolnieniu z niewoli alianckiej, von Below osiadł w północnych Niemczech.
W 1980 roku wydał książkę – autobiografię i wspomnienia z lat służby jako adiutant Hitlera: Als Hitlers Adjutant 1937-45, Hase und Koehler, Mainz 1980 (polskie wydanie: Byłem adiutantem Hitlera 1937-1945 tłum. Zofia Rybicka, Wydawnictwo MON, Warszawa 1990).
W 1982, podczas szczytowego zainteresowania rzekomymi Dziennikami Hitlera, von Below otwarcie dzielił się swoimi wątpliwościami co do ich autentyczności.